# Црква Свете Тројице у Петерлашу
Црква Свете Тројице у Петерлашу, насељеном месту на територији  општине Димитровград, православни је храм који припада Епархији нишкој Српске православне цркве.
Црква посвећена Светом Тројству налази се у центру села и све до 2012. године постепено се урушавала. Тада долази у село архимандрит Јован Јеленков, игуман манастир Црна река у стару породичну кућу коју је реновирао, а упоредо са њом обнавља овај храм уз помоћ народа пореклом из Петерлаша. Предузеће Комуналац из Димитровграда је старе зидове порушио и у периоду од 8. октобра до 26. новембра 2012. године црква је покривена црепом. Храм је саградио Митко Вацев (као и многе друге храмове) родом из Петерлаша, средствима Министарства за веру, прилозима народа из Петерлаша и иностранства. Грчко предузеће Терна је поклонило два камиона песка за уређење порте храма. Отац Јован је храм обезбедио са свим богослужбеним сасудима и књигама.